# Psephurus
Psephurus is een geslacht van straalvinnige vissen uit de familie van de lepelsteuren (Polyodontidae), orde steurachtigen (Acipenseriformes).
Albert Günther stelde het geslacht voor in 1873, voor de soort die Carl Eduard von Martens oorspronkelijk de naam Polyodon gladius had gegeven.

## Soort
- Psephurus gladius (Martens, 1862) – Chinese lepelsteur